# Даніель Гаслер
Даніель Гаслер (нім. Daniel Hasler; нар. 18 травня 1974, Гампрін, Ліхтенштейн) — ліхтенштейнський футболіст та тренер, виступав на позиції захисника.

## Клубна кар'єра
З 1983 року займався футболом при клубі «Руггелль», а в 1987 році продовжив заняття у «Вадуці». З 1992 року виступав за цей клуб на дорослому рівні в третьому дивізіоні чемпіонату Швейцарії, при цьому завоював п'ять кубків Ліхтенштейну (1994/95, 1995/96, 1997/98, 1998/99, 1999/00). Напередодні старту сезону 2000/01 років перейшов до швейцарського «Віля», з яким наступного сезону вийшов в елітний дивізіон, де команда фінішувала на четвертому місці.
Напередодні старту сезону 2003/04 років повернувся до «Вадуца», з яким провів ще п'ять сезонів у Челлендж-лізі, виграв ще п'ять Кубків Ліхтенштейну (2003/04, 2004/05, 2005/06, 2006/07, 2007) після виходу клубу за підсумками сезону 2007/08 у Суперлігу завершив кар'єру.

## Кар'єра в збірній
У футболці національної збірної Ліхтенштейну дебютував 26 жовтня 1993 року в програному (0:2) товариському поєдинку проти Естонії. 20 квітня 1994 року у Белфасті відзначився голом у ворота Північної Ірландії в кваліфікації чемпіонату Європи 1996, встановив тим самим остаточний рахунок (1:4 на користь господарів). Був капітаном і одним із пенальтистів команди. 14 жовтня 1998 року став одним з гравців національної команди, яка здобула першу перемогу в історії збірної Ліхтенштейна, проти Азербайджану (2:1). Востаннє футболку національної команди одягнув 17 листопада 2007 року в поєдинку проти Литви. Протягом кар'єри зіграв у кваліфікаційних турнірах до чемпіонату Європи 1996, чемпіонату світу 1998, чемпіонату Європи 2000, чемпіонату світу 2002, чемпіонату Європи 2004, чемпіонату світу 2006 та чемпіонату Європи 2008. Загалом за збірну Ліхтенштейну зіграв 78 матчів, в яких відзначився 1-м голом. До 30 травня 2008 року залишався гравцем збірної Ліхтенштейну з найбільшою кількістю зіграних матчів, а потім його замінив Маріо Фрік.

## Кар'єра тренера
27 листопада 2012 року «Вадуц» оголосив, що з 1 січня 2013 року Даніель буде новим помічником головного тренера під керівництвом Джорджіо Контіні та продовжуватиме займати свою посаду в національній збірній. 7 березня 2017 року призначений тимчасово виконуючим обов'язки головного тренера основної команди «Вадуца» після дострокового розірвання контракту з Джорджіо Контіні.

## Поза футболом
Захоплюється тенісом та автоперегонами, любить нічого не робити. За фахом — тесляр.

## Статистика виступів

### Клубна
| Сезон   | Клуб    | Країна      | Змагання      | Матчі | Голи |
| ------- | ------- | ----------- | ------------- | ----- | ---- |
| 1992/93 | «Вадуц» | Ліхтенштейн | Челлендж-ліга | ?     | ?    |
| 1993/94 | «Вадуц» | Ліхтенштейн | Челлендж-ліга | ?     | ?    |
| 1994/95 | «Вадуц» | Ліхтенштейн | Челлендж-ліга | ?     | ?    |
| 1995/96 | «Вадуц» | Ліхтенштейн | Челлендж-ліга | ?     | ?    |
| 1996/97 | «Вадуц» | Ліхтенштейн | Челлендж-ліга | ?     | ?    |
| 1997/98 | «Вадуц» | Ліхтенштейн | Челлендж-ліга | ?     | ?    |
| 1998/99 | «Вадуц» | Ліхтенштейн | Челлендж-ліга | ?     | ?    |
| 1999/00 | «Вадуц» | Ліхтенштейн | Челлендж-ліга | ?     | ?    |
| 2000/01 | «Віль»  | Швейцарія   | Челлендж-ліга | 22    | 1    |
| 2001/02 | «Віль»  | Швейцарія   | Челлендж-ліга | 11    | 0    |
| 2002/03 | «Віль»  | Швейцарія   | Челлендж-ліга | 34    | 2    |
| 2003/04 | «Вадуц» | Ліхтенштейн | Челлендж-ліга | 29    | 1    |
| 2004/05 | «Вадуц» | Ліхтенштейн | Челлендж-ліга | 26    | 2    |
| 2005/06 | «Вадуц» | Ліхтенштейн | Челлендж-ліга | 15    | 0    |
| 2006/07 | «Вадуц» | Ліхтенштейн | Челлендж-ліга | 22    | 1    |
| 2007/08 | «Вадуц» | Ліхтенштейн | Челлендж-ліга | 9     | 0    |

### Голи за збірну
| #  | Дата           | Місце                               | Суперник          | Рахунок | Результат | Змагання                            |
| -- | -------------- | ----------------------------------- | ----------------- | ------- | --------- | ----------------------------------- |
| 1. | 20 квітня 1994 | Віндзор, Белфаст, Північна Ірландія | Північна Ірландія | 1-4     | 1-4       | кваліфікація чемпіонату Європи 1996 |

## Досягнення
Індивідуальні
- Футболіст року в Ліхтенштейні: 1996/97, 2000/01, 2002/03[2]